# Angrebet ved Mers-el-Kébir
Angrebet ved Mers-el-Kébir eller Operation Catapult og Slaget ved Mers-el-Kébir var et flådeslag ud for den franske besiddelse Algeriet den 3. juli 1940. En britisk flådestyrke angreb og ødelagde dele af den franske flåde, hvorved 1.297 søfolk omkom. Frankrig og Storbritannien var ikke i krig. Frankrig havde underskrevet en våbenhvile med Tyskland, og Storbritannien ville forhindre den franske flåde i at blive en del af den tyske Kriegsmarine, hvilket var muligt efter den tysk-franske våbenhvile. Selv om den franske admiral François Darlan havde forsikret Winston Churchill  om, at flåden ikke ville falde i tyske hænder, reagerede briterne ud fra den antagelse, at Darlans løfter ikke var tilstrækkelig garanti. Angrebet var en demonstration af, at Storbritannien var parat til alene at fortsætte krigen mod Tyskland.

## Hændelser

### Baggrund
Efter Frankrigs fald i 1940 under 2. verdenskrig og våbenhvilen mellem Frankrig og Nazityskland var Storbritannien bekymret for, at den franske flåde kunne blive udleveret til Tyskland og kunne påvirke Storbritanniens muligheder for at modtage råvarer over Atlanten og fra kolonierne. Den britiske regering frygtede, at tyskerne ville tage kontrol over skibene på trods af artikel 8, 2. afsnit i våbenhvilebetingelserne, hvorefter den tyske regering "højtideligt og fast erklærede at den ikke havde til hensigt at fremsætte krav vedrørende den franske flåde under fredsforhandlingerne" og tilsvarende betingelser i våbenhvilen med Italien. Hertil kom, at admiral Darlan den 24. juni personligt havde forsikret Churchill om, at noget sådant ikke ville finde sted. (rent faktisk førte et tysk forsøg på at overtage flåden i 1942 til at besætningerne sænkede skibene i Toulon, for at de ikke skulle falde i tyskernes hænder). Det viste sig også senere, at Hitler hverken havde til hensigt eller de fornødne midler til at gøre noget sådant. Winston Churchill gav ordre til at den franske flåde (Marine Nationale) enten skulle slutte sig til den britiske Royal Navy eller skulle neutraliseres for at forhindre skibene i at falde i tyske eller italienske hænder.
Den franske flåde var vidt spredt. Nogle skibe lå i havn i Frankrig. Andre var undsluppet til havne under britisk kontrol, fortrinsvis i Storbritannien eller i Alexandria i Ægypten. I første trin af Operation Catapult blev skibene i de britiske havne Plymouth og Portsmouth ganske simpelt entret om natten den 3. juli 1940.
På den dengang største undervandsbåd, den franske Surcouf, som havde søgt asyl i Portsmouth i juni 1940 efter den tyske invasion af Frankrig, gjorde besætningen modstand og to britiske officerer og en fransk matros blev dræbt. Angrebet på de franske fartøjer i havn skabte vrede blandt franskmændene mod deres allierede og forøgede spændingerne mellem Churchill og lederen af de Frie franske styrker, general Charles de Gaulle.
De øvrige skibe var to forældede slagskibe Paris og Courbet, destroyerne Triomphant og Léopard, otte torpedobåde, fem undervandsbåde og en række mindre skibe. Mange – heriblandt Surcouf – blev senere anvendt af de Frie franske styrker. Nogle søfolk sluttede sig til de Frie franske styrker, mens andre blev hjemsendt til Frankrig.

### Ultimatum
Den stærkeste franske flådestyrke var eskadren i havnen Mers-el-Kébir i den franske besiddelse Algeriet. Den bestod af de gamle slagskibe Provence og Bretagne, de moderne slagskibe (eller slagkrydsere) Dunkerque og Strasbourg, vandflyvermoderskibet Commandant Teste og seks destroyere under kommandoe af admiral Marcel-Bruno Gensoul. Den britiske admiral James Somerville fra Styrke H, der havde base i Gibraltar, fik ordre til at aflevere til ultimatum til franskmændene:
| Citat | Det er umuligt for os, jeres hidtidige kammerater, at tillade at jeres fine skibe falder i hænderne på den tyske fjende. Vi er fast besluttede på at kæmpe til det sidste, og hvis vi vinder, hvilket vi tror at vi gør, vil vi aldrig glemme, at Frankrig var vor allierede, at vore interesser er de samme som Frankrigs og at vor fælles fjende er Tyskland. Hvis vi vinder, erklærer vi højtideligt, at vi vil genskabe Frankrigs territoriale storhed. Med dette for øje må vi sikre os, at de bedste skibe i den franske flåde ikke bliver brugt mod os af den fælles fjende. Under disse omstændigheder har hans majestæts regering givet mig instruks om at kræve, at den franske flåde ved Mers el Kebir og Oran handler i overensstemmelse med et af følgende alternativer; (a) Sejler med os, og fortsætter kampen indtil tyskerne er besejret. (b) Sejler med en reduceret besætning under vor kontrol til en britisk havn. Den reducerede besætning vil blive hjemsendt til Frankrig snarest muligt. Hvis en af disse muligheder bliver valgt vil vi levere jeres skibe tilbage til Frankrig ved krigens slutning eller betale fuld kompensation, hvis de bliver beskadiget i mellemtiden. (c) Alternativt: hvis De føler Dem bundet til at understrege, at Deres skibe ikke må blive anvendt mod tyskerne medmindre de bryder våbenhvilen, så sejl dem med os med reducerede besætninger til en fransk havn i Caribien, f.eks. Martinique, hvor de kan blive afvæbnet til vor tilfredshed, eller måske overladt til De Forenede Stater og forblive i sikkerhed indtil krigens slutning, mens besætningerne bliver hjemsendt. Hvis De afslår disse rimelige tilbud, må jeg med dyb beklagelse kræve, at De sænker Deres skibe i løbet af seks timer. Hvis ovennævnte ikke sker, har jeg ordre fra hans majestæts regering til at bruge den fornødne magt til at forhindre at Deres skibe falder i tyske hænder. | Citat |
|       | |       |

Somerville overleverede ikke ultimatummet personligt; det tilfaldt den fransktalende kaptajn Cedric Holland, chef for hangarskibet HMS Ark Royal. Admiral Gensoul, som var fornærmet over at forhandlingerne ikke blev foretaget af en overordnet officer, sendte sin egen løjtnant, Bernard Dufay. Det førte til forsinkelse og forvirring.
Da forhandlingerne trak ud, stod det klart at ingen af siderne ville give efter. Den franske marineminister, François Darlan, modtog aldrig den fulde tekst af det britiske ultimatum fra admiral Gensoul, især med hensyn til muligheden for at overføre flåden til amerikansk farvand, en mulighed som var en del af de ordrer, som Gensoul havde fået af Darlan, og som skulle følges hvis en fremmed magt forsøgte at tage skibene under hans kommando.
Inden forhandlingerne formelt sluttede, blev der opsendt britiske Fairey Swordfish fly med eskorte af forældede Blackburn Skua fly fra hangarskibet Ark Royal for at nedkaste magnetiske miner på de franske skibes vej til havet. Denne styrke blev opfanget af franske Curtiss H-75 jagere. Selv om ingen Swordfish fly gik tabt, takket være eskorten af Skuaer, blev en af dem skudt ned af franske jagere, og besætningen blev dræbt da flyet styrtede i havet. Det var de eneste tab briterne led i slaget..
Kort tid efter åbnede de britiske skibe på ordre fra Churchill ild mod deres tidligere allierede.

### Angrebet
Den britiske styrke bestod af slagkrydseren HMS Hood, slagskibene HMS Valiant og Resolution, hangarskibet HMS Ark Royal samt en eskorte af krydsere og destroyere. Trods den nogenlunde ligevægt i styrke havde briterne afgørende fordele. Den franske flåde lå for anker i en snæver havn og trods de utvetydelige betingelser i ultimatummet, var den ikke forberedt på et angreb og var ikke klar til kamp. De tunge kanoner på Dunkerque og Strasbourg var på forskibet og kunne ikke straks bringes til at bære. De britiske slagskibe med 15 tommer kanoner havde også en tungere bredside end franskmændenes.
Briterne åbnede ilden på længst mulig afstand den 3. juli kl. 16.56. Franskmændene svarede omsider igen, men ikke effektivt. Den tredje salve fra den britiske styrke, og den første der ramte, forårsagede en eksplosion i magasinet på Bretagne, som sank med 977 besætningsmedlemmer kl. 17:09. Efter omkring 30 salver holdt de franske styrker inde med skydningen. I mellemtiden havde briterne skiftet kurs for at undgå beskydning fra de franske kystforter. Slagskibene Provence og Dunkerque samt destroyeren Mogador blev beskadigede og sat på grund af deres besætninger.
Det lykkedes Strasbourg at undslippe fra den belejrede havn sammen med fire destroyere.
Da de fem skibe satte kurs mod det åbne hav, kom de under angreb fra en gruppe Swordfish fly udstyret med bomber fra Ark Royal. To af dem gik tabt, men besætningerne blev reddet af destroyeren HMS Wrestler. Bombeangrebet havde ikke større virkning, og Somerville gav sine styrker ordre til at indlede forfølgelsen kl. 18:43. De britiske krydsere HMS Arethusa og HMS Enterprise rapporterede at de var i kamp med en fransk destroyer. Klokken 20.20 afblæste Somerville forfølgelsen, da han følte, at hans skibe var dårligt placeret til en natlig kamp. Efter at have modstået endnu et Swordfish angreb kl. 20:55 uden skader nåede Strasbourg den franske havn Toulon den 4. juli.

Den 4. juli sænkede den britiske undervandsbåde HMS Pandora den franske korvet Rigault de Genouilly, som sejlede fra Oran. Samme nat gennemførte franske bombefly et gengældelsesangreb mod den britiske flåde i Gibraltar uden større effekt. Da briterne troede at skaderne på Dunkerque og Provence ikke var særlig alvorlige, gennemførte britiske Fairey Swordfish fly fra Ark Royal et angreb på Mers-el-Kebir om morgenen den 6 juli. En torpedo ramte patrulkebåden Terre-Neuve, som lå fortøjet ved siden af Dunkerque med en forsyning dybdebomber. Terre-Neuve sank hurtigt og dens dybdebomber udløste en stor eksplosion, som forårsagede alvorlige skader på Dunkerque .

### Efterspil
1.297 franske søfolk døde og omkring 350 blev såret ved Mers-el-Kébir. Forholdet mellem Storbritannien og Frankrig blev alvorligt forværret, og tyskerne vandt en stor propagandasejr.
Som gengældelse blev adskillige tusinde kvinder og børn fra Gibraltar, som havde været evakueret til det fransk kontrollerede Marokko, udvist med magt og tvunget ud på overfyldte og beskidte transportskibe, mens de måtte efterlade de fleste af deres ejendele.
Den britiske admiral Somerville var ikke begejstret for aktionen og sagde, at det var "den største politiske fejltagelse i moderne tid, og vil rejse hele verden mod os ... vi skammer os alle ..."  Rent faktisk viste aktionen at Storbritannien var indstillet på at fortsætte krigen alene og samlede de britiske konservative omkring Churchill (selv om han var premierminister var han ikke leder af partiet). Churchill selv erklærede senere, at aktionen betød at "i de øverste regeringskredse i USA ... var der ikke længere tale om at Storbritannien ville give op." Harold Nicholson rapporterede til Underhuset, at han var blevet "befæstet" af Churchills rapport om aktionen.
De franske skibe i Alexandria under kommando af admiral René-Emile Godfroy, herunder det gamle slagskib Lorraine og fire krydsere, blev blokeret af briterne i havnen den 3. juli og tilbudt samme vilhår som ved Mers-el-Kébir. Efter ømtålelige forhandlinger, der på britisk side blev ført af admiral Andrew Cunningham indvilligede den franske admiral den 7. juli i at afvæbne sin flåde og blive i havn indtil krigens slutning. Der blev de, til de sluttede sig til de allierede i 1943.
Den sidste fase i Operation Catapult var et angreb den 8. juli med fly fra hangarskibet HMS Hermes mod det moderne franske slagskib Richelieu ved Dakar. En torpedo ramte og beskadigede skibet.
Dunkerque, Provence og Mogador blev repareret delvis og sejlet tilbage til Toulon.
Den 27. november 1942 forsøgte tyskerne at erobre den franske flåde med base i Toulon, en operation der havde kodenavnet Fall Anton. Alle skibe af militær værdi blev sænket af franskmændene, herunder Dunkerque og Strasbourg.

## Tab
De franske tab i aktionen var fordelt således:
|                      | Officerer | Underofficerer | Søfolk | I alt |
| -------------------- | --------- | -------------- | ------ | ----- |
| Bretagne             | 36        | 151            | 825    | 1.012 |
| Dunkerque            | 9         | 32             | 169    | 210   |
| Provence             | 1         | 2              |        | 3     |
| Strasbourg           |           | 2              | 3      | 5     |
| Mogador              |           | 3              | 35     | 38    |
| Rigault de Genouilly |           | 3              | 9      | 12    |
| Terre Neuve          | 1         | 1              | 6      | 8     |
| Armen                |           | 3              | 3      | 6     |
| Esterel              | 1         | 5              |        | 6     |
| I alt                | 48        | 202            | 1.050  | 1.300 |

## Slagorden

### Royal Navy
- HMS Hood – Admiral klasse slagkrydser, flagskib for Styrke H
- HMS Resolution – Revenge klasse slagskib
- HMS Valiant – Queen Elizabeth klasse slagskib
- HMS Ark Royal – Ark Royal klasse hangarskib
- HMS Arethusa – Arethusa klasse let krydser
- HMS Enterprise – Emerald klasse let krydser
- HMS Faulknor – Destroyer
- HMS Foxhound – Destroyer
- HMS Fearless – Destroyer
- HMS Forester – Destroyer
- HMS Foresight – Destroyer
- HMS Escort – Destroyer
- HMS Keppel – Destroyer
- HMS Active – Destroyer
- HMS Wrestler – Destroyer
- HMS Vidette – Destroyer
- HMS Vortigern – Destroyer

### Marine Nationale
- Dunkerque – slagskib, flagskib
- Strasbourg – slagskib af Dunkerque-klasse
- Bretagne – slagskib
- Provence – slagskib af Bretagne-klassen
- Commandant Teste – Marinefly moderskib
- Mogador – destroyer
- Volta –  destroyer af Mogador-klassen
- Terrible – destroyer af Fantasque-klassen
- Lynx – destroyer af Jaguar-klassen
- Tigre – destroyer af Jaguar-klassen
- Kersaint – destroyer af Vauquelin-klassen

## Eksterne kilder
- Kort over havnen ved Mers-el-Kébir , hmshood.org.uk
- Mers-El-Kebir (1979) på Internet Movie Database (engelsk) en fransk TV-film
- Churchill's Sænkning af den franske flåde (3. juli 1940) Arkiveret 27. september 2007 hos  Wayback Machine, digitalsurvivors.com
- Kappes, Irwin J. (2003) Mers-el-Kebir: A Battle Between Friends Arkiveret 12. marts 2016 hos  Wayback Machine, Military History Online
- Teksten til The Battles of Britain, et BBC radioproram hvor Michael Portillo hævder at aktionen ved Mers el Kabir var lige så vigtig for britisk overlevelse som slaget om England